# بايرون ديفيس
بايرون ديفيس (بالإنجليزية: Byron Davis) هو لاعب إسكواش أسترالي، ولد في 8 أكتوبر 1973 في أستراليا.

## وصلات خارجية
- بايرون ديفيس على موقع SquashInfo.com (الإنجليزية)
- بايرون ديفيس على موقع اتحاد ألعاب الكومنولث (مؤرشف) (الإنجليزية)